# Pronuba dorilis
Pronuba dorilis är en skalbaggsart som först beskrevs av Bates 1867.  Pronuba dorilis ingår i släktet Pronuba och familjen långhorningar. Inga underarter finns listade i Catalogue of Life.